# ساندي هوك
ساندي هوك (بالإنجليزية: Sandy Hook, Kentucky)‏ هي مدينة تقع في مقاطعة إليوت، كنتاكي بولاية كنتاكي في وسط جنوب شرق الولايات المتحدة. تأسست عام 1850، تبلغ مساحة هذه المدينة 2.5 (كم²)، وترتفع عن سطح البحر 235 م، بلغ عدد سكانها 678 نسمة في عام 2000 حسب إحصاء مكتب تعداد الولايات المتحدة وتصل الكثافة السكانية فيها 276.5 نسمة/كم2.

## التركيبة السكانية
حدّد مكتب تعداد الولايات المتحدة بيانات التركيبة السكانية لساندي هوك في تعداد الولايات المتحدة. في ما يلي، التركيبة السكانية حسب تعدادي 2000 و2010.

### تعداد عام 2000
بلغ عدد سكان ساندي هوك 678 نسمة بحسب تعداد عام 2000، وبلغ عدد الأسر 292 أسرة وعدد العائلات 167 عائلة مقيمة في المدينة. في حين سجلت الكثافة السكانية 265.9 نسمة لكل كيلومتر مربع (688.7/ميل2). وبلغ عدد الوحدات السكنية 332 وحدة بمتوسط كثافة قدره 130.2 لكل كيلومتر مربع (337.2/ميل2).
وتوزع التركيب العرقي للمدينة بنسبة 99.26% من البيض و0.15% من الأمريكيين الأفارقة و0.15% من الأمريكيين الأصليين و0.44% من عرقين مختلطين أو أكثر.
بلغ عدد الأسر 292 أسرة كانت نسبة 30.1% منها لديها أطفال تحت سن الثامنة عشر تعيش معهم، وبلغت نسبة الأزواج القاطنين مع بعضهم البعض 36% من أصل المجموع الكلي للأسر، ونسبة 18.8% من الأسر كان لديها معيلات من الإناث دون وجود شريك،  بينما كانت نسبة 2.4% من الأسر لديها معيلون من الذكور دون وجود شريكة وكانت نسبة 42.8% من غير العائلات. تألفت نسبة 41.8% من أصل جميع الأسر من عدة أفراد يعيشون في نفس المنزل ونسبة 18.5% كانت تتألف من شخص يعيش بمفرده يبلغ من العمر 65 عاماً أو أكثر. وبلغ متوسط حجم الأسرة المعيشية 2.13، أما متوسط حجم العائلات فبلغ 2.90.
بلغ العمر الوسطي للسكان 41.6 عاماً. وكانت نسبة 23.5% من القاطنين تحت سن الثامنة عشر، وكانت نسبة 8.4% بين الثامنة عشر والرابعة والعشرين عاماً، ونسبة 22.1% كانت واقعةً في الفئة العمرية ما بين الخامسة والعشرين والرابعة والأربعين عاماً، ونسبة 20.4% كانت ما بين الخامسة والأربعين والرابعة والستين، ونسبة 17.3% كانت ضمن فئة الخامسة والستين عاماً فما فوق. يوجد لكل 100 أنثى 69.7 ذكر، ويوجد لكل 100 أنثى في الثامنة عشر من عمرها فما فوق 65.6 ذكر.
بلغ متوسط دخل الأسرة في المدينة 14,313 دولارًا، أما متوسط دخل العائلة فبلغ 21,071 دولارًا. وكان متوسط دخل الذكور 40,417 دولارًا مقابل 22,031 دولارًا للإناث. وسجل دخل الفرد الخاص بالمدينة 13,278 دولارًا. وكانت نسبة 28.2% من العائلات ونسبة 31.2% من السكان تحت خط الفقر، وكان من هؤلاء نسبة 43.1% تحت سن الثامنة عشر ونسبة 26.4% في الخامسة والستين من العمر وما فوق.

### تعداد عام 2010
بلغ عدد سكان ساندي هوك 675 نسمة بحسب تعداد عام 2010، وبلغ عدد الأسر 307 أسرة وعدد العائلات 150 عائلة مقيمة في المدينة. في حين سجلت الكثافة السكانية 264.7 نسمة لكل كيلومتر مربع (685.6/ميل2). وبلغ عدد الوحدات السكنية 335 وحدة بمتوسط كثافة قدره 131.4 لكل كيلومتر مربع (340.3/ميل2).
وتوزع التركيب العرقي للمدينة بنسبة 97.33% من البيض و0.59% من الأمريكيين الأفارقة و0.15% من الأمريكيين الأصليين و0.15% من الأمريكيين ذوي الأصول الآسيوية و0.15% من سكان جزر المحيط الهادئ و1.63% من عرقين مختلطين أو أكثر و0.89% من الهسبانيون أو اللاتينيون من أي عرق.
بلغ عدد الأسر 307 أسرة كانت نسبة 26.4% منها لديها أطفال تحت سن الثامنة عشر تعيش معهم، وبلغت نسبة الأزواج القاطنين مع بعضهم البعض 26.4% من أصل المجموع الكلي للأسر، ونسبة 18.2% من الأسر كان لديها معيلات من الإناث دون وجود شريك،  بينما كانت نسبة 4.2% من الأسر لديها معيلون من الذكور دون وجود شريكة وكانت نسبة 51.1% من غير العائلات. تألفت نسبة 46.6% من أصل جميع الأسر من عدة أفراد يعيشون في نفس المنزل ونسبة 20.5% كانت تتألف من شخص يعيش بمفرده يبلغ من العمر 65 عاماً أو أكثر. وبلغ متوسط حجم الأسرة المعيشية 1.99، أما متوسط حجم العائلات فبلغ 2.79.
بلغ العمر الوسطي للسكان 45.2 عاماً. وكانت نسبة 21.9% من القاطنين تحت سن الثامنة عشر، وكانت نسبة 7.9% بين الثامنة عشر والرابعة والعشرين عاماً، ونسبة 20% كانت واقعةً في الفئة العمرية ما بين الخامسة والعشرين والرابعة والأربعين عاماً، ونسبة 24.6% كانت ما بين الخامسة والأربعين والرابعة والستين، ونسبة 25.6% كانت ضمن فئة الخامسة والستين عاماً فما فوق. وتوزع التركيب الجنسي للسكان بنسبة 43.9% ذكور و56.1% إناث.

## أعلام
- أوربي بولينغ

## وصلات خارجية
- The US50 - Cities and Towns in Kentucky State